# Metacinabarit
Metacinabarit je kubična oblika živosrebrovega sulfida (HgS). Gre za visokotemperaturno obliko, ki je trimorfna s cinabarjem (trigonalna struktura) in visokotemperaturnim hipercinabarjem (heksagonalna struktura). Pojavlja se s cinabaritom v nahajališčih živega srebra in je povezan s samorodnim živim srebrom, wurtzitom, stibnitom, markazitom, realgarjem, kalcitom, baritom, kalcedonom in ogljikovodiki. Metacinabarit je najbližji polimorf cinabarita.
Prvič je bil opisan leta 1870 v rudniku Redington v Knoxvillu, okrožje Napa, Kalifornija. V Sloveniji je bil najden v rudniku živega srebra Idrija.